# Paraboea leporina
Paraboea leporina är en tvåhjärtbladig växtart som först beskrevs av Herman Johannes Lam, och fick sitt nu gällande namn av Brian Laurence Burtt. Paraboea leporina ingår i släktet Paraboea och familjen Gesneriaceae. Inga underarter finns listade i Catalogue of Life.